# ГЕС Сент-Панталеон
ГЕС Сент-Панталеон — одна із електростанцій в Австрії на річці Енс (права притока Дунаю), у провінції Нижня Австрія. Є найнижчою із станцій енського каскаду, знаходячись між ГЕС Mühlrading та Дунаєм.
Річку перегородили греблею Thurndorf, яка дозволяє спрямувати воду у підвідний канал довжиною 6,8 км, що тягнеться по правобережжю Енса до ГЕС Сент-Панталеон. Відпрацьована вода відводиться каналом прямо до Дунаю. Будівництво та запуск станції здійснили з 1962 по 1965 рік, встановивши в машинному залі дві турбіни типу Каплан потужністю по 27 МВт, які забезпечують річне виробництво на рівні 262 млн кВт-год. Видача електроенергії відбувається по ЛЕП, яка працює під напругою 110 кВ.
Починаючи з 1977-го ГЕС Сент-Панталеон керується дистанційно зі станції Mühlrading.
Також можливо відзначити, що комплекс станції обладнаний рибоходом.